# Ханду Вангчук
Льонпо Ханду Вангчук (1950) — бутанський державний і політичний діяч, дипломат.

## Біографія
Ханду Вангчук був прем'єр-міністром з 8 серпня 2001 по 14 серпня 2002 року. 7 вересня 2006 року він знову став прем'єр-міністром. 31 липня 2007 року він подав у відставку, щоб узяти участь у наступних в 2008 році виборах у Національну асамблею Бутану як член Партії миру та розквіту. Крім того, з 2003 по 2007 рік Ханду Вангчук займав посаду міністра закордонних справ Бутану.
Після перемоги Партії миру і розквіту на виборах 2008 року Ханду Вангчук 11 квітня 2008 року був призначений міністром економіки.